# Italia (nave da battaglia 1880)
La corazzata Italia fu un'unità della Regia Marina della Classe Italia costruita su progetto dell'ingegnere navale Benedetto Brin, incaricato dal governo di progettare tre potenti corazzate per la rinascente Regia Marina italiana del Regno d'Italia. Le prime due Duilio e Dandolo erano in costruzione quando, nel 1876, dopo aver rimaneggiato i progetti esistenti sulla base di nuove intuizioni, si decise di soprassedere all'eventuale costruzione di una terza unità della stessa classe per impostare due unità completamente differenti, l'Italia e la sua gemella Lepanto.

## Caratteristiche
Lo scafo era in ferro ed acciaio fasciato in legno e rivestito di lamiere di zinco nell'opera viva, privo di ogni protezione corazzata verticale, tranne il ponte corazzato e le corazzature per barbette e munizioni, con una fittissima compartimentazione interna che in caso di colpi incassati avrebbe dovuto, secondo i disegni, limitare l'imbarco di acqua e quindi evitare comunque il compromettersi della galleggiabilità. La nuova concezione portò da un lato ad una sensibile diminuzione di pesi con aumento di velocità e autonomia, dall'altro impose un grande scafo con un'alta opera morta e grandi volumi interni che permettevano una più che confortevole sistemazione dell'equipaggio e davano la possibilità di imbarcare, almeno in teoria, fino ad un'intera divisione di fanteria. Questo fece dell'unità una vera e propria nave strategica, molto indicata per le spedizioni militari oltremare, tale da potere essere considerata l'antesignana, tra le corazzate, di certe "navi da sbarco" che oggi si trovano in tutte le maggiori marine.
L'apparato motore era formato da 26 caldaie per quattro macchine alternative a duplice espansione con una potenza di 12.000 cavalli e sfogava in sei fumaioli.
L'armamento principale era posizionato, come in tutte le grandi navi dell'epoca, a centro nave ed era costituito da due coppie di cannoni, a retrocarica, con sistemazione a barbetta, in torri scoperte ed era costituito da quattro grandi cannoni da 431mm a retrocarica forniti dalla britannica Armstrong e diversi pezzi minori, dai 152mm in giù sistemati in varie parti della nave.

## Servizio
La costruzione della nave avvenne nel Cantiere navale di Castellammare di Stabia dove venne impostata nel luglio 1876 sugli stessi scali da dove la Duilio era da poco uscita per l'allestimento. La nave venne varata il 29 settembre 1880 e completata il 16 ottobre 1885. I lunghi lavori di allestimento la fecero entrare in servizio quando non solo non era più ai vertici della tecnica navale, ma era forse già superata dal tumultuoso sviluppo tecnologico di quegli anni. Il suo primo nome fu Stella d'Italia, presto cambiato con Italia.
Gran parte della vita operativa dell'unità si svolse in tempo di pace, navigando sempre nel Mediterraneo con tutta la relativa attività di addestramento e compiti di "mostrar bandiera", per cui effettuò numerose crociere di visita ai Paesi rivieraschi. Rivestì in varie occasioni il ruolo di nave ammiraglia della Squadra Navale.
Dal 1905 al 1908 venne sottoposta a lavori di ammodernamento, nel corso dei quali furono tolti due fumaioli, montato un secondo albero ed incrementato l'armamento.
La nave, messa in disarmo nel 1912, riprese servizio durante la prima guerra mondiale come batteria costiera galleggiante in difesa del porto di Brindisi, operando in tale compito dal 1915 al 1917, quando, viste le sue buone condizioni sia di scafo che di macchina, venne deciso di trasformarla in nave mercantile per il Ministero dei trasporti. I lavori di trasformazione terminarono nel 1919, e la nave venne destinata al trasporto di cereali. Il 13 gennaio 1921 venne dismessa, riconsegnata alla Regia Marina e radiata il 16 novembre dello stesso anno per essere demolita l'anno seguente.

## Galleria d'immagini

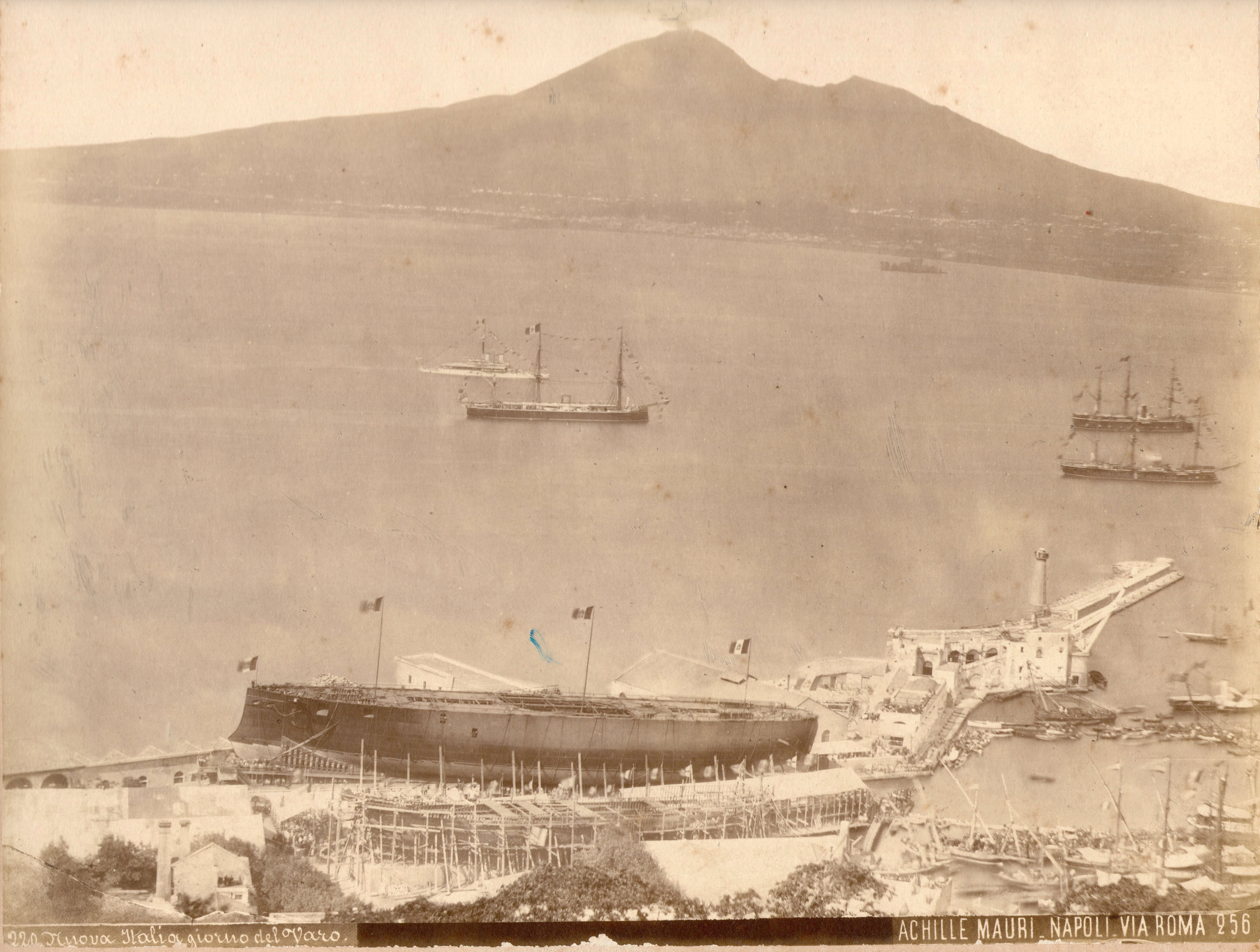
Il varo dell'Italia, alla presenza di due corazzate britanniche
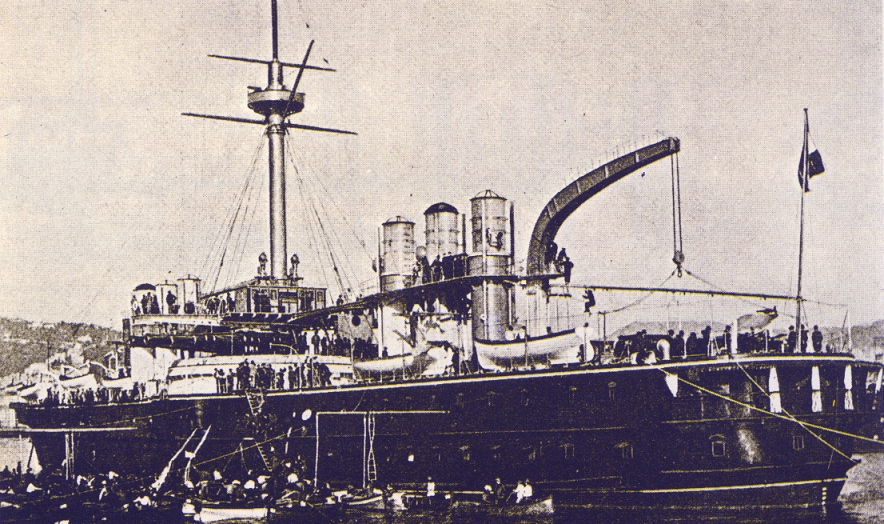
L'Italia visitata dalla cittadinanza
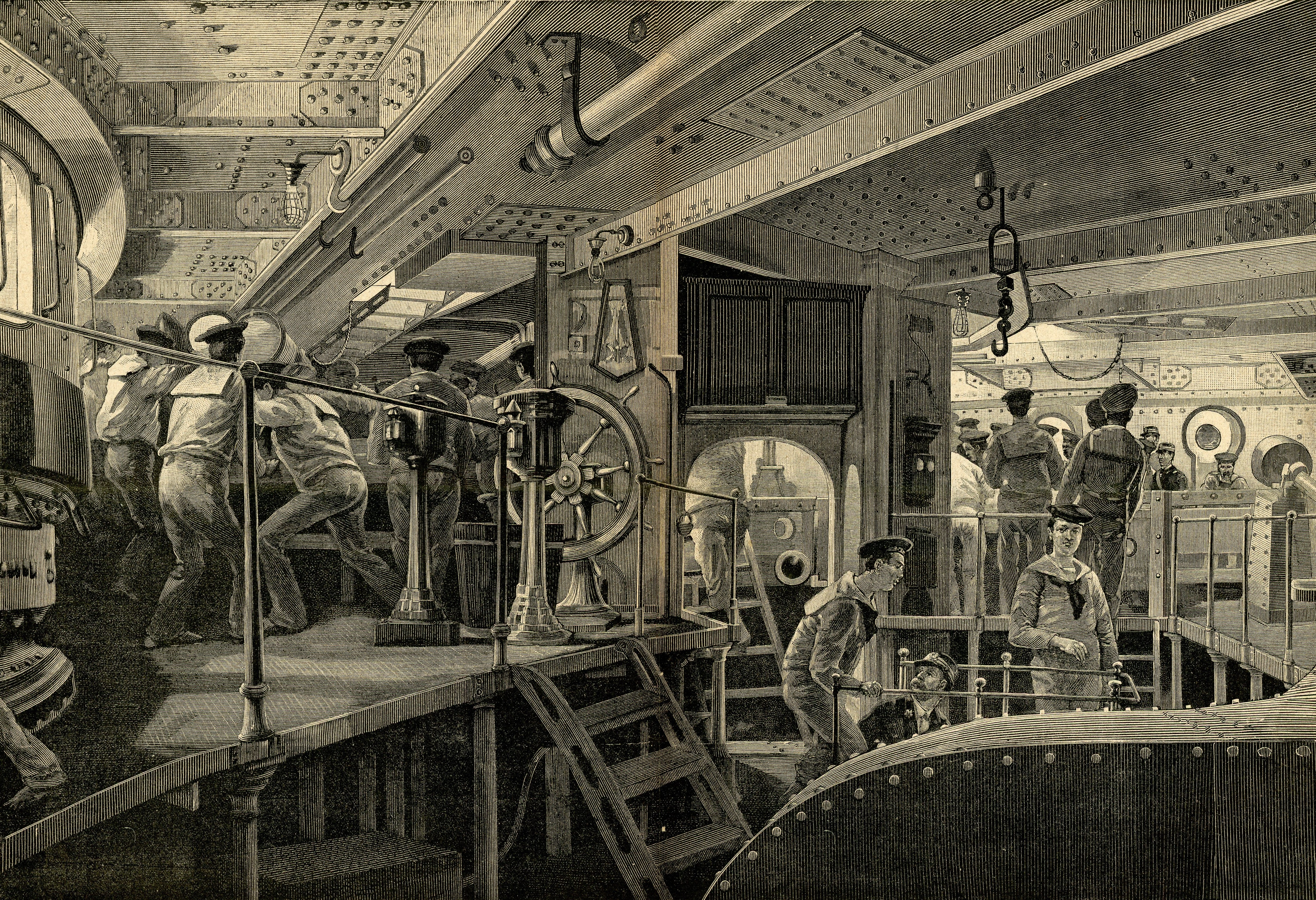
Manovra per caricamento dei cannoni da 100 a retrocarica nella corazzata “Italia”